# Mesoveliidae
Mesovelioidea
Super-famille
Famille

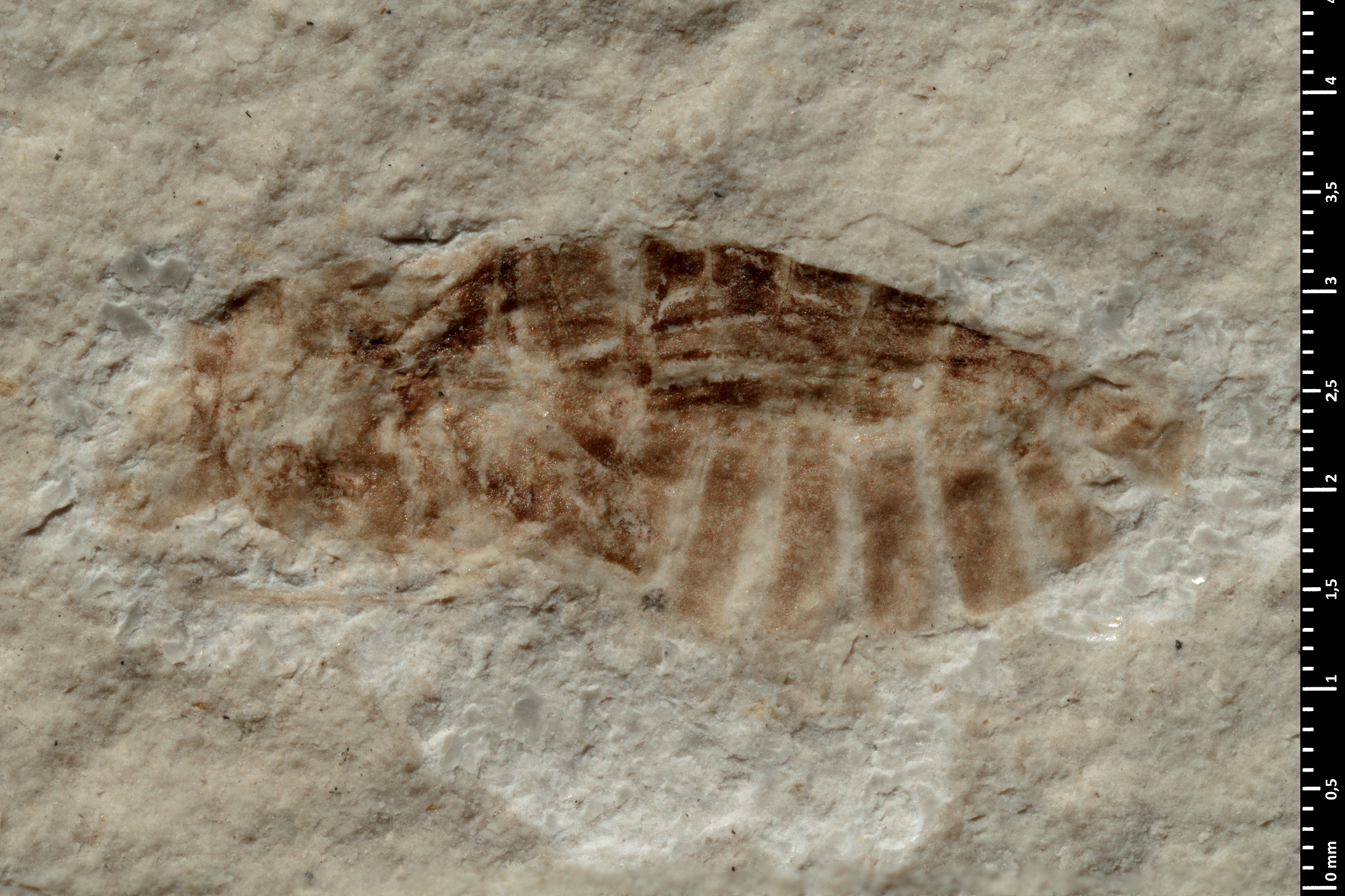
Fossile de Gallomesovelia grioti.

Les Mesoveliidae sont une famille d'insectes du sous-ordre des Hétéroptères (punaises), de l'infra-ordre des Gerromorpha. C'est la seule famille de la super-famille des Mesovelioidea.

## Systématique
La famille des Mesoveliidae a été créée en 1867 par les entomologistes britanniques John William Douglas (1814-1905) et John Scott (d) (1823-1888).

## Caractéristiques
Il s'agit de petits insectes (1 à 4,5 mm de long), avec un rostre piqueur-suceur, des antennes de quatre articles, des buccules ne couvrant pas la base du rostre. Les pattes ont des tarses de trois articles, contrairement aux Hebridae qui n'en ont que deux. Le scutellum est visible dorsalement, ce qui les distingue des Veliidae, des Macroveliidae et des Gerridae, chez lesquels il est recouvert par le pronotum.

## Écologie
Ils se tiennent au bord de l'eau, parfois dans des grottes ou des tunnels de lave. Certaines espèces sont terrestres. 

## Classification
Les Mesoveliidae sont la seule famille de la super-famille des Mesovelioidea, qui est l'une des quatre super-familles de Gerromorpha. Selon ITIS (2022-02-26), les Mesoveliidae comptent deux sous-familles et douze genres pour 46 espèces :
- sous-famille des Madeoveliinae Poisson, 1959, avec deux genres :
  - Madeovelia Poisson, 1959
    - Madeovelia guineensis Poisson, 1959

  - Mesoveloidea Hungerford, 1929
    - Mesoveloidea peruviana Drake, 1949
    - Mesoveloidea williamsi Hungerford, 1929
- sous-famille des Mesoveliinae Douglas & Scott, 1867, 10 genres, 43 espèces :
  - Austrovelia Malipatil & Monteith, 1983
    -  Austrovelia caledonica (Malipatil & Monteith, 1983), endémique de Nouvelle-Calédonie[5]
    -  Austrovelia queenslandica Malipatil & Monteith, 1983, Queensland (Australie)[6]

  - Cavaticovelia Andersen and J. Polhemus, 1980, 1 espèce
    - Cavaticovelia aaa (Gagné, Wayne C. & Francis G. 1975), endémique de tunnels de lave à Hawaï

  - Cryptovelia Andersen and J. Polhemus, 1980, 2 espèces
    - Cryptovelia stysi Andersen, 1999, Bornéo
    - Cryptovelia terrestris Andersen & J. Polhemus, 1980, Brésil

  - Darwinivelia Andersen & J. Polhemus, 1980, 3 espèces
    - Darwinivelia angulata J. Polhemus & Manzano, 1992, Colombie et Brésil
    - Darwinivelia fosteri Andersen & J. Polhemus, 1980, Galápagos
    - Darwinivelia polhemi Carvalho, 1984, Brésil

  - Mesovelia Mulsant & Rey, 1852, 31 espèces
  - Mniovelia Andersen & J. Polhemus, 1980, 1 espèce
    - Mniovelia kuscheli Andersen & J. Polhemus 1980, terrestre, endémique de Nouvelle-Zélande[7]

  - Nereivelia J. Polhemus & D. Polhemus, 1989, 2 espèces
    - Nereivelia murphyi J. Polhemus & D. Polhemus, 1989, Sud de la Thaïlande et Singapour[8]
    - Nereivelia polhemorum Man & Murphy, 2011, Singapour

  - Phrynovelia Horváth, 1915, 4 espèces
    - Phrynovelia bimaculata (Malipatil & Monteith, 1983), endémique de Nouvelle-Calédonie
    - Phrynovelia caledonica (Malipatil & Monteith, 1983), endémique de Nouvelle-Calédonie
    - Phrynovelia papua Horváth, 1915, endémique de Papouasie-Nouvelle-Guinée
    - Phrynovelia philippinensis Zettel, 2004, endémique de Polillo, Philippines

  - Seychellovelia Andersen & D. Polhemus, 2003, 1 espèce
    - Seychellovelia hygrobia Andersen & D. Polhemus, 2003, endémique des Seychelles (îles de Silhouette et Mahé)[9]

  - Speovelia Esaki, 1929, 2 espèces
    - Speovelia maritima Esaki, 1929, endémique de grottes côtières et de la zone tidale, Japon
    - Speovelia mexicana Polhemus, 1975, Mexique

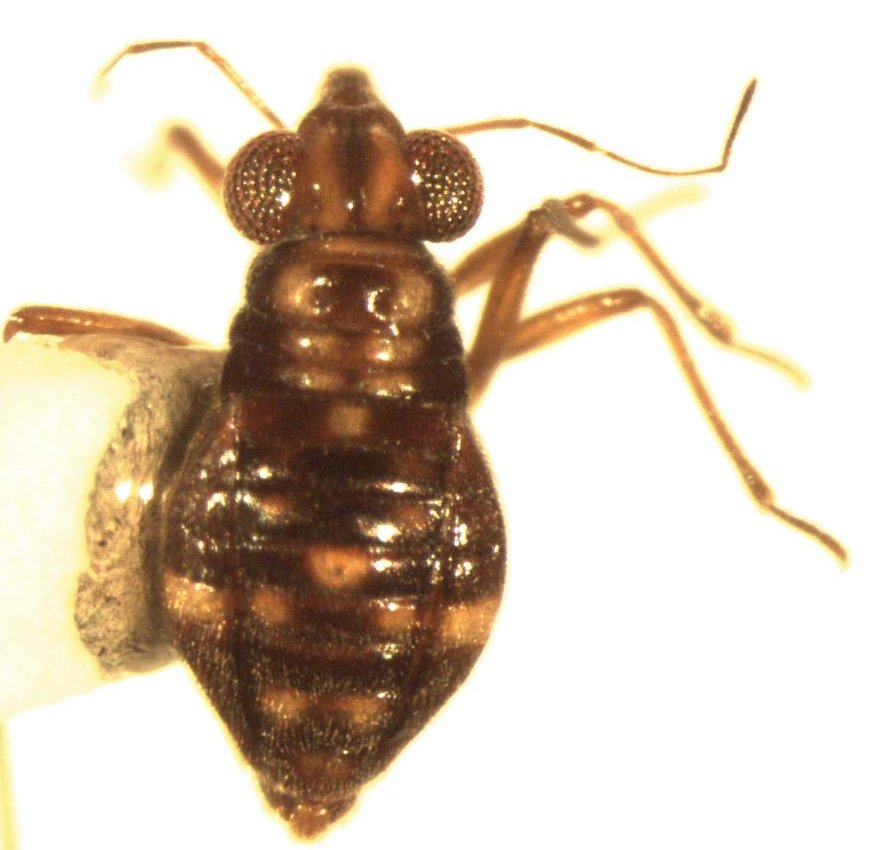
Mniovelia kuscheli, espèce de Nouvelle-Zélande.

### Genres fossiles
- †Duncanovelia Jell & Duncan, 1986
- †Gallomesovelia Nel et al., 2014, France, Jurassique supérieur (Kimméridgien)
- †Malenavelia Solórzano Kraemer & Perrichot 2014, ambre charentais, France, Crétacé supérieur (Cénomanien)
- †Emilianovelia Solórzano Kraemer & Perrichot 2014, ambre charentais, France, Crétacé supérieur (Cénomanien)
- †Glaesivelia Sánchez-García & Solórzano Kraemer, 2017, ambre espagnol, Crétacé inférieur (Albien)
- †Iberovelia Sánchez-García & Nel, 2017, ambre espagnol, Crétacé inférieur (Albien)
- †Sinovelia Yao, Zhang & Ren, 2012, Crétacé inférieur (formation d'Yixian)

## Espèces présentes en Europe
Selon Fauna Europaea (2022-02-26), seules trois espèces sont présentes en Europe : 
- Mesovelia furcata Mulsant & Rey, 1852, de France à l'Est du Paléarctique
- Mesovelia thermalis Horvath, 1915, de l'Europe de l'Est à l'Est du Paléarctique
- Mesovelia vittigera Horvath, 1895, Europe méditerranéenne, Afrique tropicale, Proche-Orient, Est du Paléarctique, région australienne.